# Chorwacja na Letnich Igrzyskach Paraolimpijskich 2008
Chorwację na Letnich Igrzyskach paraolimpijskich w Pekinie reprezentowało 25 zawodników.

## Medale

### Złoto
- Darko Kralj - lekkoatletyka, pchnięcie kulą
- Antonija Balek - lekkoatletyka, pchnięcie kulą
- Antonija Balek - lekkoatletyka, rzut oszczepem

### Srebro
- Branimir Budetić - lekkoatletyka, rzut oszczepem